# Greppelsprinkhaan
De greppelsprinkhaan (Roeseliana roeselii) is een insect uit de sprinkhanenfamilie sabelsprinkhanen (Tettigoniidae). De wetenschappelijke naam van deze soort is voor het eerst voorgesteld als Locusta roeselii door Jacob Johann Hagenbach in een publicatie uit 1822.

## Determinatie
Het mannetje wordt 15–18 mm lang, het vrouwtje 15–20 mm. De kleur is geelgroen tot bruin van kleur. Het halsschild is erg groot en aan heeft een duidelijk zichtbare lichtere rand wat een typisch kenmerk is. Het midden van het lichaam is bruin, de zijkanten zijn groen van kleur. Op het midden van de kop loopt een dunne lichte streep die donkeromzoomd is en doorloopt over het halsschild. De greppelsprinkhaan heeft verder zeer lange achterpoten, de vleugels reiken tot halverwege het achterlijf, hoewel ook langgevleugelde exemplaren voorkomen. De vrouwtjes hebben een donkere, meestal zwarte en iets omhoog gekromde legbuis om de eitjes af te zetten.

## Ecologie en verspreiding

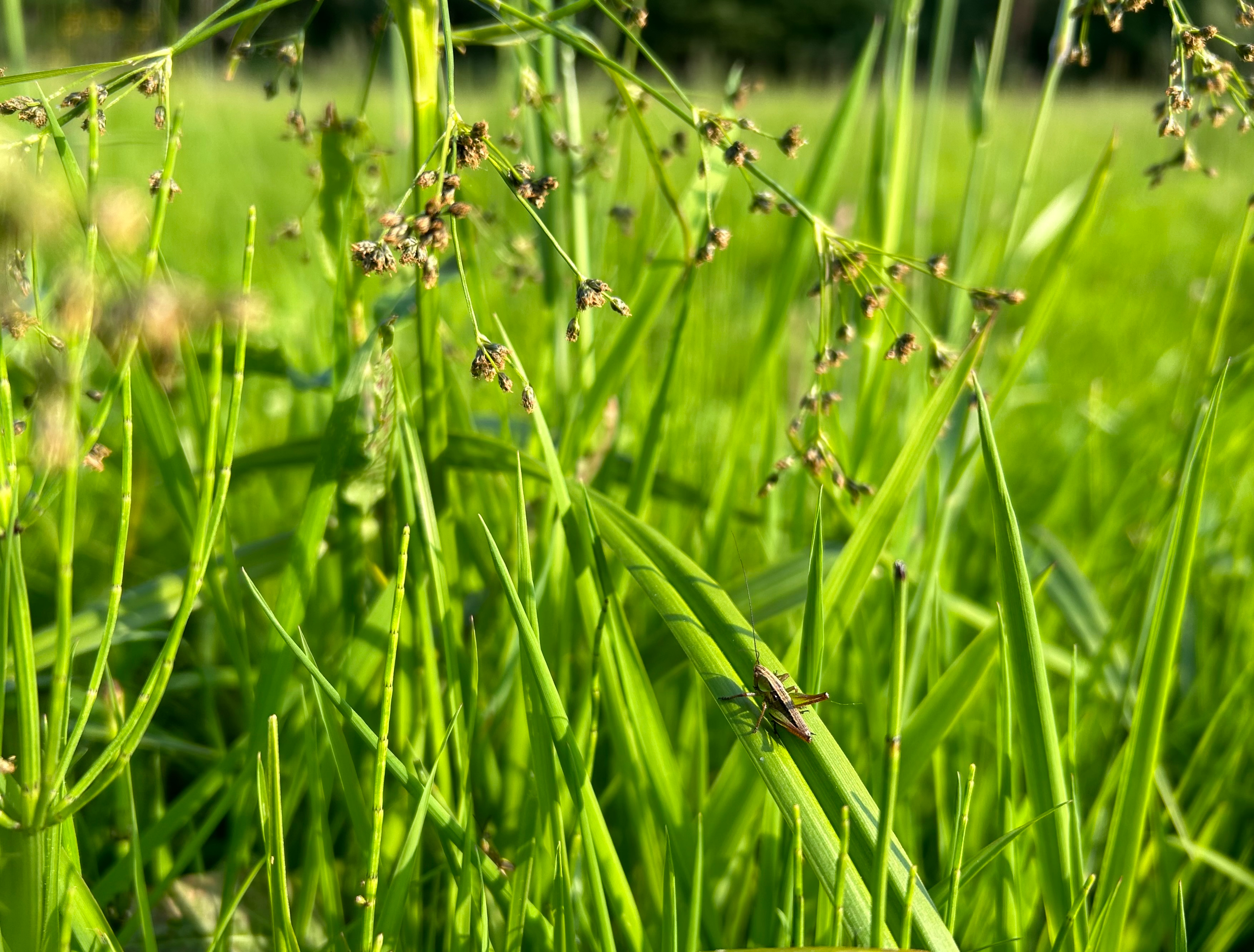
Een jong exemplaar in de bosbies-associatie.

De greppelsprinkhaan leeft in zowel vochtige als drogere grasrijke plaatsen, liefst in dichtbegroeide biotopen als graslanden, wegbermen. De soort gaat in Nederland en België in aantal vooruit, voornamelijk doordat bermen en dergelijke niet meer ieder jaar gemaaid worden. Dat is belangrijk omdat de eitjes van deze soort twee jaar nodig hebben voor de ontwikkeling voor ze uitkomen. Verder is de sprinkhaan in grote delen van Europa algemeen, maar vooral rond het Middellandse Zeegebied, waar hij ook groter wordt tot 40 mm.
De greppelsprinkhaan is actief van juli tot september en zingt relatief vroeg op de dag van 's ochtends negen uur tot vijf uur in de middag. De sprinkhaan maakt een hoog, zoemend geluid dat nog het meest doet denken aan het gezoem van een elektriciteitsmast.

## Afbeeldingen en geluid

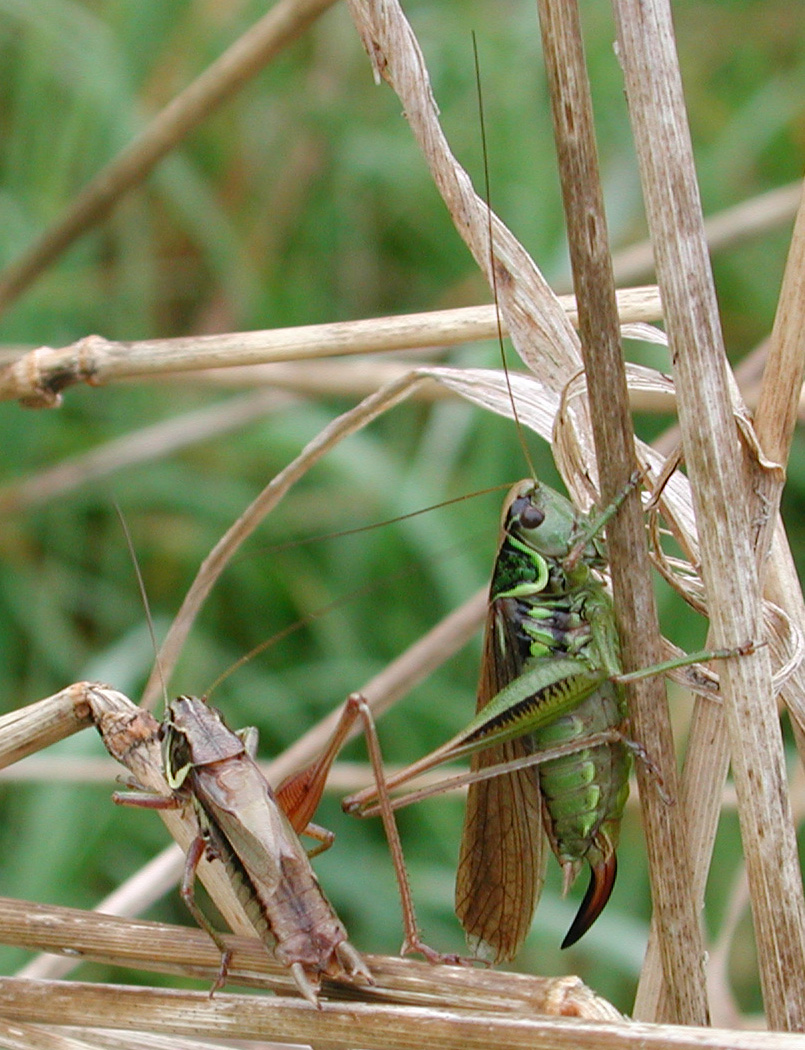
Langgevleugeld vrouwtje (rechts) met een 'normaal' mannetje.
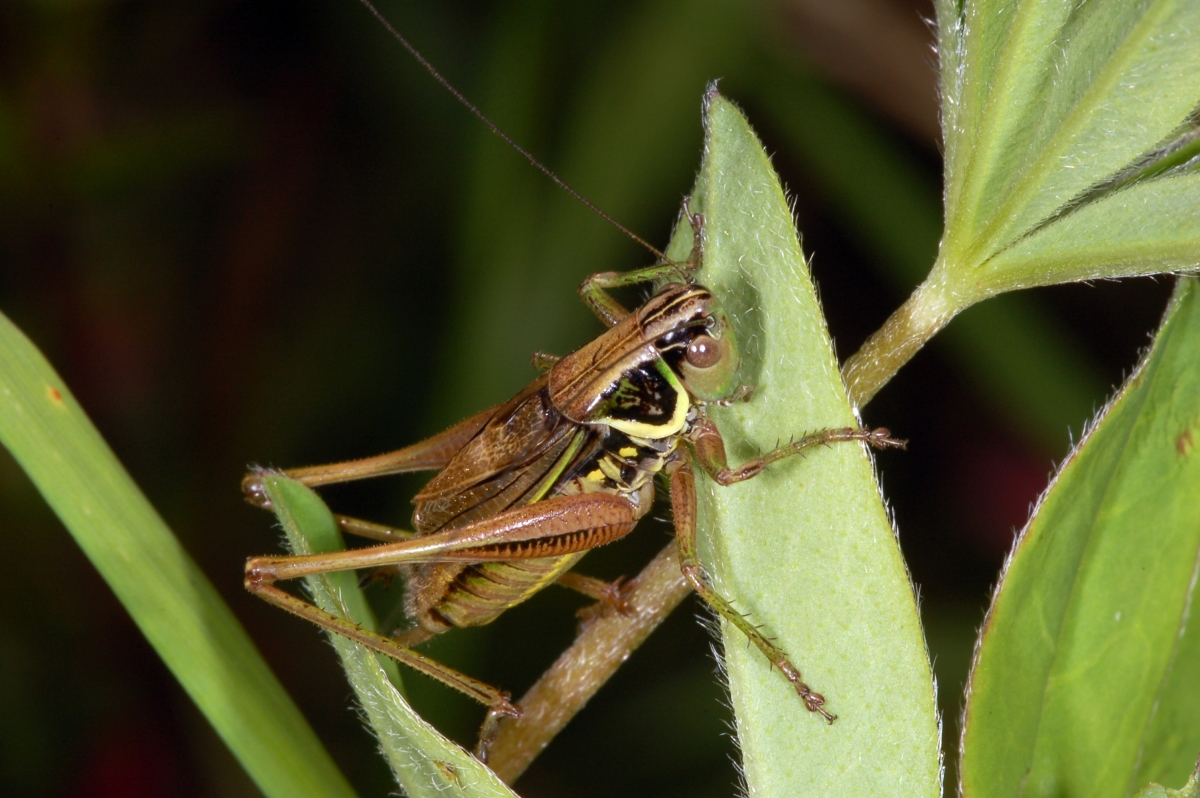
Exemplaar uit Hessen, Duitsland.
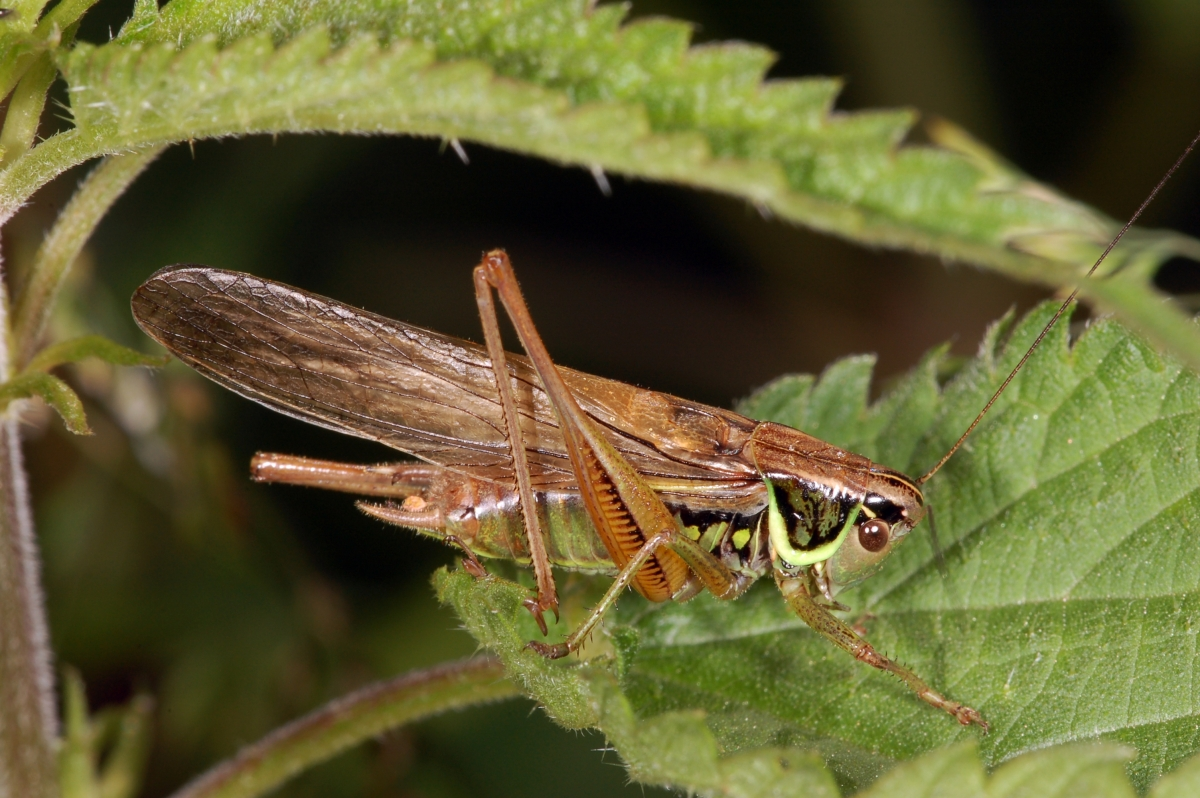
Langgevleugeld exemplaar.
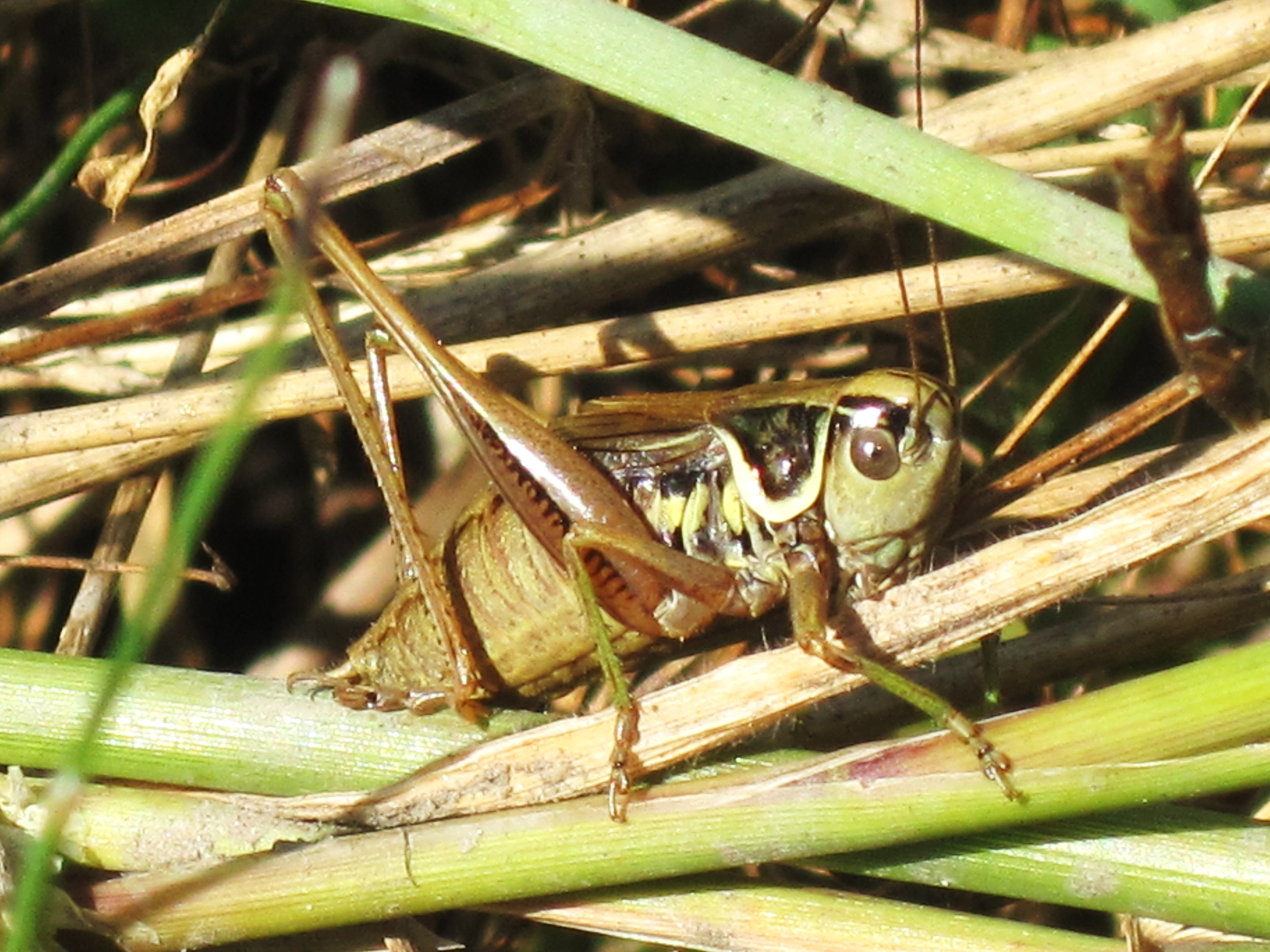
Mannetje uit Arnhem
- Zang van het mannetje.